# Wiwaxia
Wiwaxia es un género extinto de moluscos marinos conocidos solo a partir de fósiles, vivió en lo que hoy es Canadá y China entre finales del Cámbrico temprano (Época 2 del Cámbrico) y mediados del Cámbrico medio (Drumiense), de 521 a 500 millones de años atrás. Los primeros ejemplares de Wiwaxia fueron identificados en las lutitas de Burgess, Canadá. El tamaño de su cuerpo era de 6 a 7 centímetros de longitud y estaba cubierto por escleritos (placas duras que forman un exoesqueleto), algunos formando una fila de largas espinas a cada lado. Wiwaxia tenía una rádula, un aparato masticador, idéntico a el de algunos moluscos y a el de Odontogriphus, otro organismo contemporáneo con el que estaba relacionado. Se conocen tres especies de Wiwaxia: W. corrugata, W. foliosa y W. taijiangensis.
Su posición filogenética se sitúa dentro de los moluscos y podría ser un representante ancestral tanto de los aculíferos (moluscos con escleritos o placas) como de los conchíferos (moluscos con concha).

## Descripción
Esta descripción se basa principalmente en la especie tipo, Wiwaxia corrugata, ya que se conocen unos 476 ejemplares procedentes de las lutitas de Burgess y otras formaciones próximas, mientras que de W. taijiangensis solo se conservan algunos fragmentos. Al igual que de Wiwaxia foliosa
Wiwaxia era de simetría bilateral, de cuerpo elíptico visto desde arriba, sin cabeza ni cola diferenciadas, y visto desde la parte delantera o trasera su forma era casi rectangular. Su cuerpo estaba cubierto de ocho filas de placas y un par de filas de largas espinas. Llegaba a medir unos 5 centímetros de largo. La altura pudo ser de un centímetros, excluyendo las espinas, aunque es difícil de estimar debido a la compresión de los ejemplares durante la fosildiagénesis. Aparentemente Wiwaxia no poseía ojos. En la parte inferior, Wiwaxia tenía un pie para el desplazamiento por el sustrato.

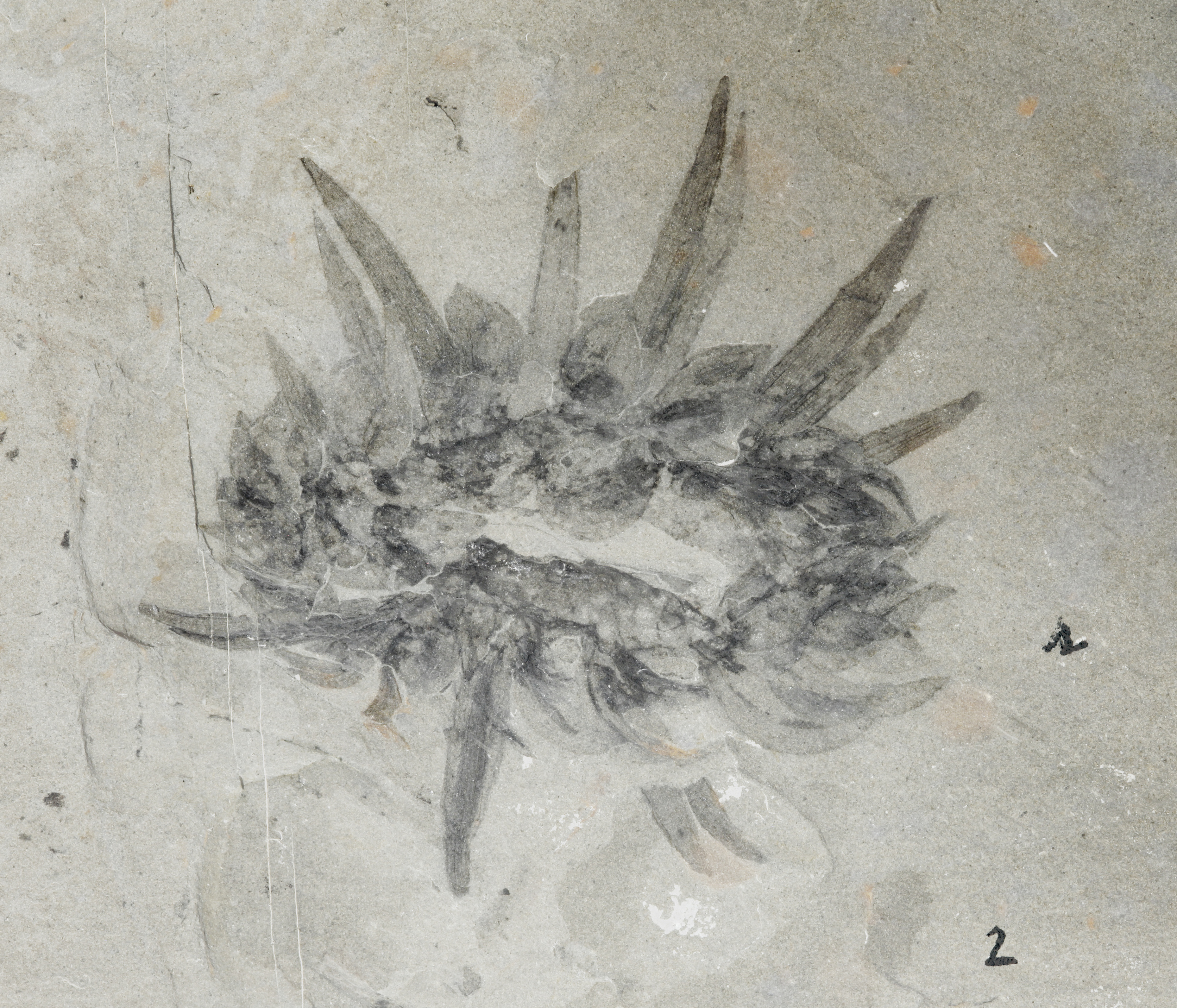
Fósil mostrando la parte superior de un ejemplar.

### Superficie corporal
La superficie del cuerpo estaba cubierta por numerosos escleritos, unos con forma de placas, dispuestos en ocho filas, superpuestos e imbricados a modo de armadura, y otros con forma de largas espinas, dispuestos en dos filas paralelas en el dorso del animal. El conjunto de todos los escleritos de un individuo es denominado escleritomo (en inglés scleritome), siguiendo el término acuñado por Bengtson en 1985 para este tipo de estructuras. Las raíces de los escleritos son tubulares y huecas, representando un 40% o menos de la longitud de las placas y un 25% de las espinas.
Los escleritos —placas y espinas— no estaban calcificados, pero el deshilachado en los bordes de algunos ejemplares rotos indica que estaban formados por algún tipo de estructura fibrosa, probablemente hecha de proteínas o colágeno, más parecida a la que forman el cartílago y los tendones del ser humano que a la estructura quitinosa que forma el exoesqueleto de los artrópodos.

#### Placas
Toda la superficie expuesta del animal estaba cubierta de escleritos imbricados con forma de placas, en su mayoría ovalados y con finas estrías longitudinales en la cara externa, formando una especie de «armadura». La zona inferior, la del pie, carecía de estas estructuras. Los escleritos aparecen dispuestos en ocho filas transversales, probablemente sujetos en su base por un tejido conectivo resistente, pues en los ejemplares fosilizados en una fase de descomposición incipiente las placas se mantienen agrupadas en filas.
En cada fila los escleritos se agrupan formando paquetes de escleritos de distintas morfologías que, al coincidir con los de otras filas, dan lugar a cinco zonas de escleritos diferenciados. En estas zonas las filas pueden superponerse y rotar, enmascarando el número fijo de ocho filas, de forma que algunos autores habían llegado a postular la presencia de hasta catorce filas. Los escleritos lateroventrales, los más próximos al pie, tienen forma de hoz dirigida hacia atrás, mientras que el resto posee una forma redondeada u ovalada, más o menos simétrica.

#### Espinas

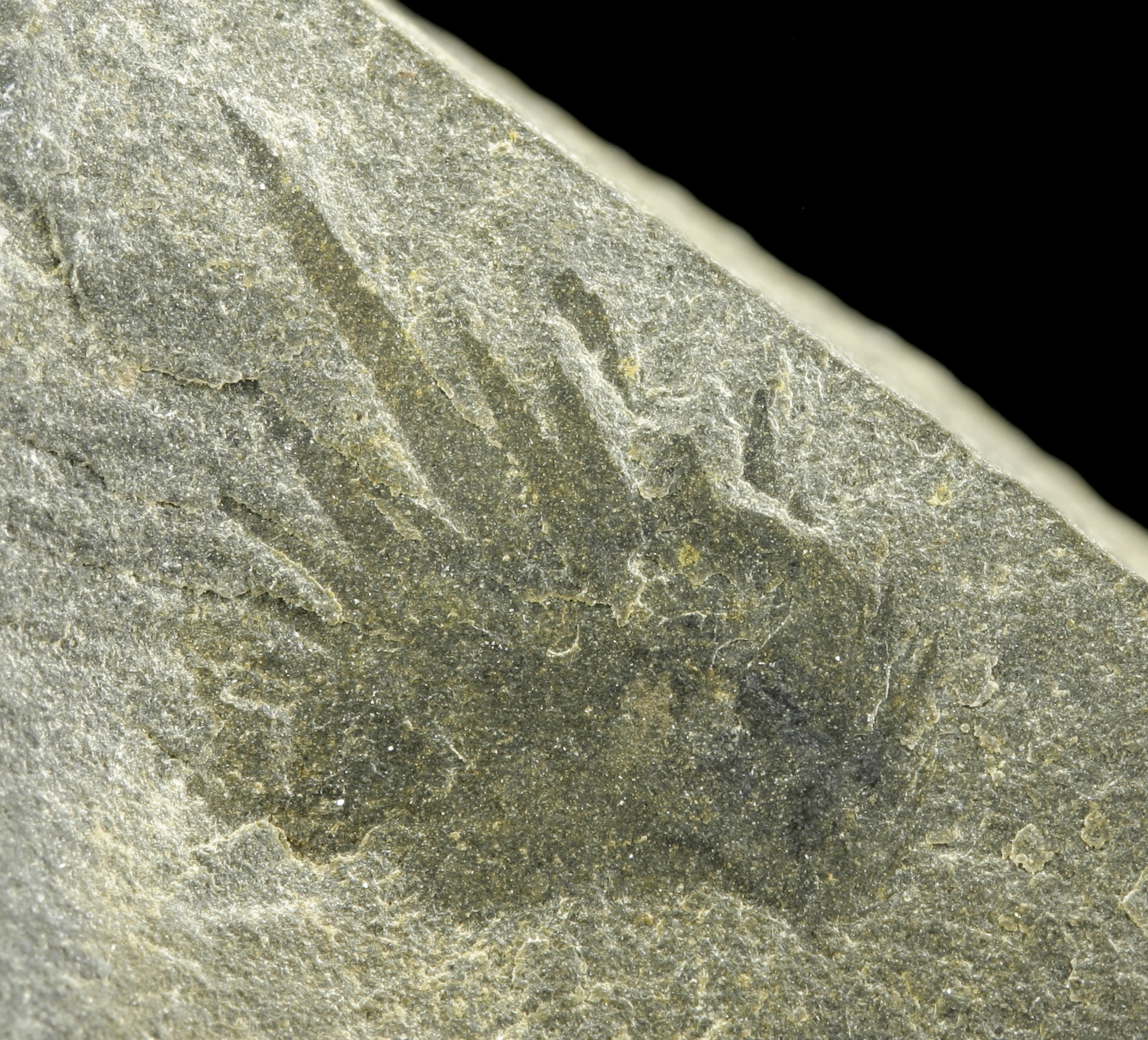
Espécimen juvenil de Wiwaxia de lado, mostrando sus espinas.

Las espinas se sitúan a lo largo de la superficie dorsal formando dos filas paralelas. Su número es variable, entre 5 y 12 por fila, dependiendo del tamaño del individuo y, para un mismo ejemplar, el número y distribución de las espinas es asimétrico. Las espinas incipientes halladas en algunos ejemplares maduros puede indicar que podrían reemplazar las desprendidas.

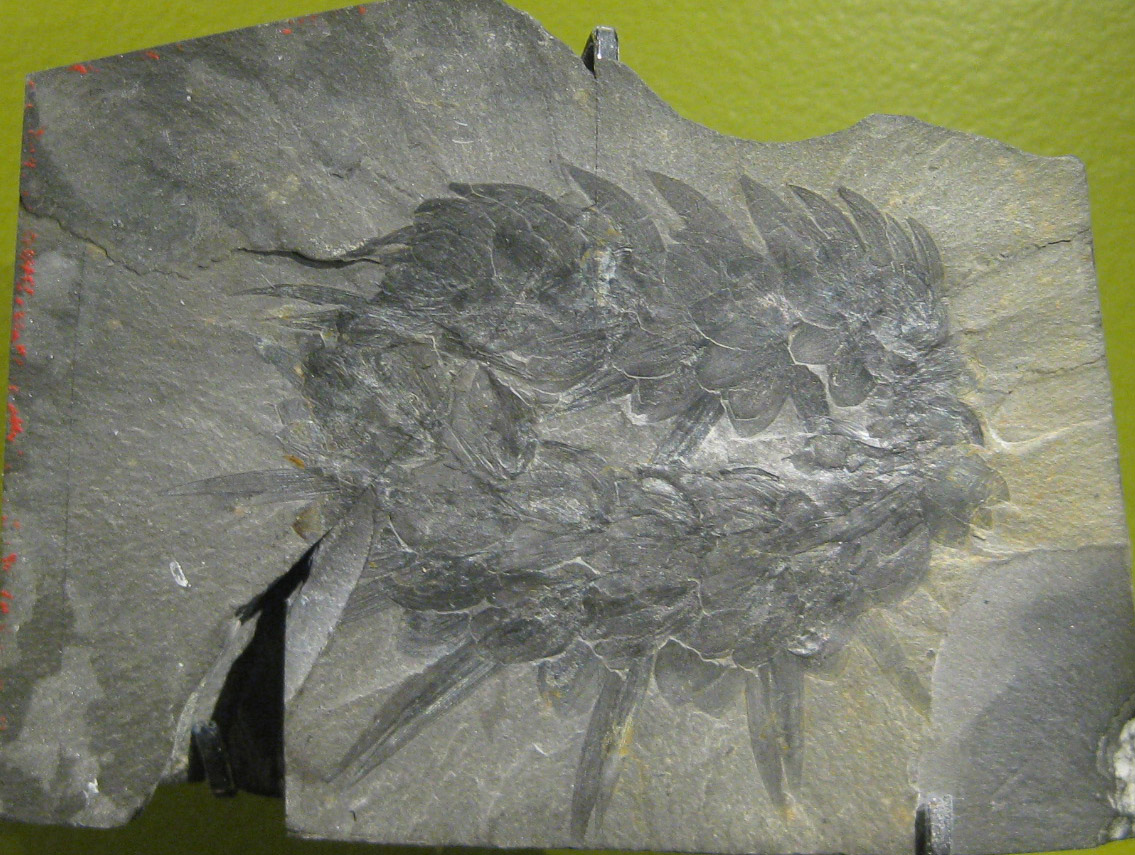
Fósil en el Museo Nacional de Historia Natural del Instituto Smithsoniano.

Las largas espinas dorsales, con toda probabilidad actuaban como una defensa contra los depredadores, un descubrimiento reciente de el esqueleto de un Wiwaxia con las espinas rotas, lo que indica que este fue atacado. Probablemente Wiwaxia se arrastraba sobre el lecho marino y se alimenta de partículas que fueron hundidos en la columna de agua superior. Wiwaxia no muestra signos de haber tenido tentáculos y fue probablemente demasiado grande para el uso de los cilios que se mueven alrededor. La teoría más posible es la locomoción a través de la contracción muscular. Los juveniles podrían haber excavado en el fondo del mar.

### Pie
El pie de Wiwaxia ocupaba casi toda la superficie inferior y, se han encontrado muy escasos ejemplares fósiles en que se observa el pie por lo cual es muy difícil describirlo, se advierten estriaciones tanto longitudinales como transversales que pudieran corresponder a diferentes sistemas musculares, como en los quitones. En la zona anterior se observan estriaciones radiales que pudieran corresponder a la musculatura bucal.

### Ontogenia
El crecimiento de Wiwaxia se producía gradualmente, añadiendo y reemplazando escleritos individuales, sin mudas de todos los escleritos simultáneamente, como se había supuesto inicialmente. La relación entre longitud y anchura corporal parece que se mantenía a medida que los animales crecían.
Conway Morris describió un ejemplar que parecía estar mudando el recubrimiento completo de escleritos y además no encontró ejemplares que midieran de 15 a 20 mm, por lo que supuso que Wiwaxia realizaba al menos una muda completa al alcanzar determinada etapa en su maduración. Sin embargo Smith ha identificado 13 ejemplares con esas medidas y numerosas evidencias de sustitución y adquisición de nuevos escleritos uno a uno.

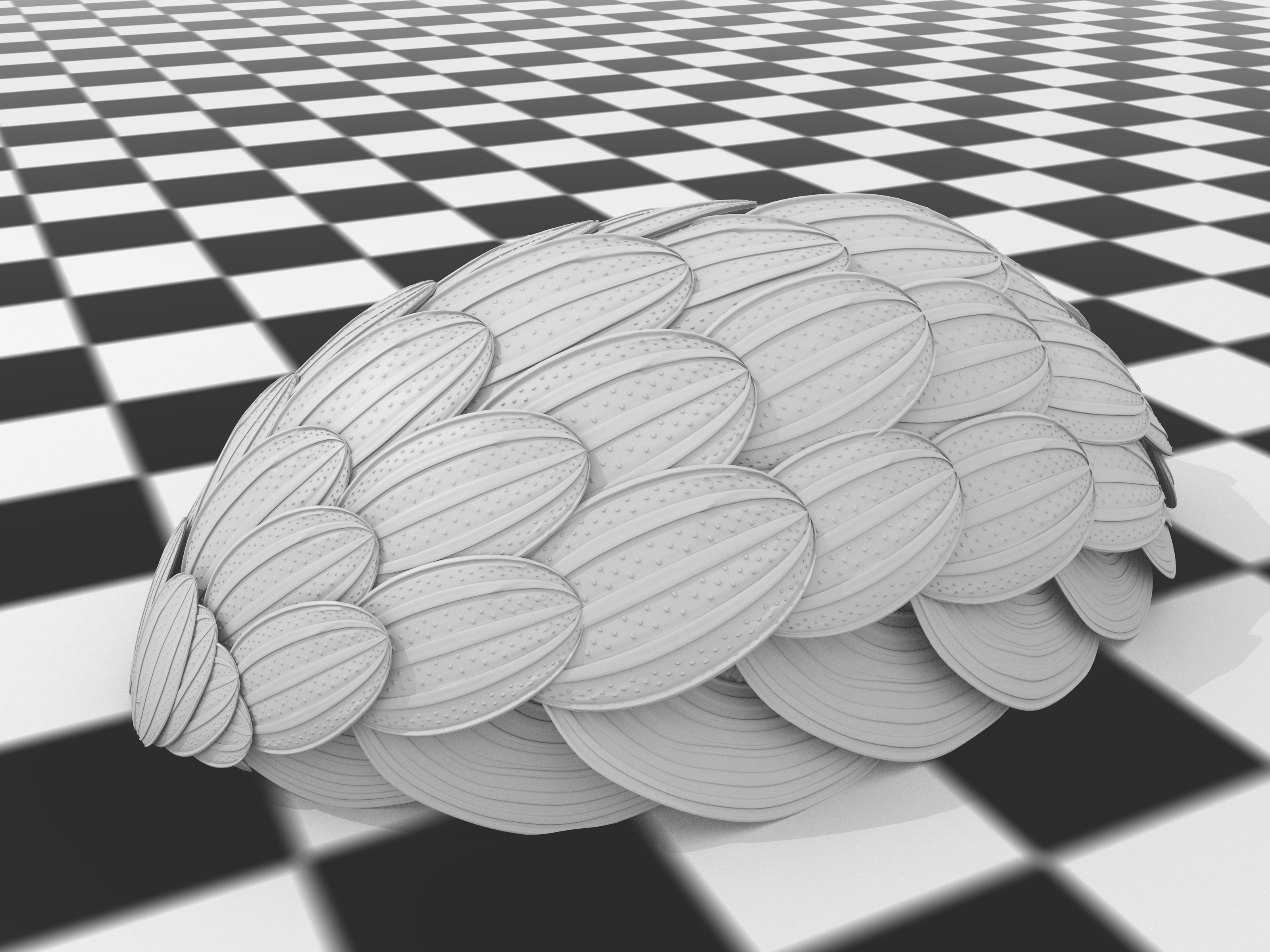
Infantil, sin espinas. (2-8 mm).
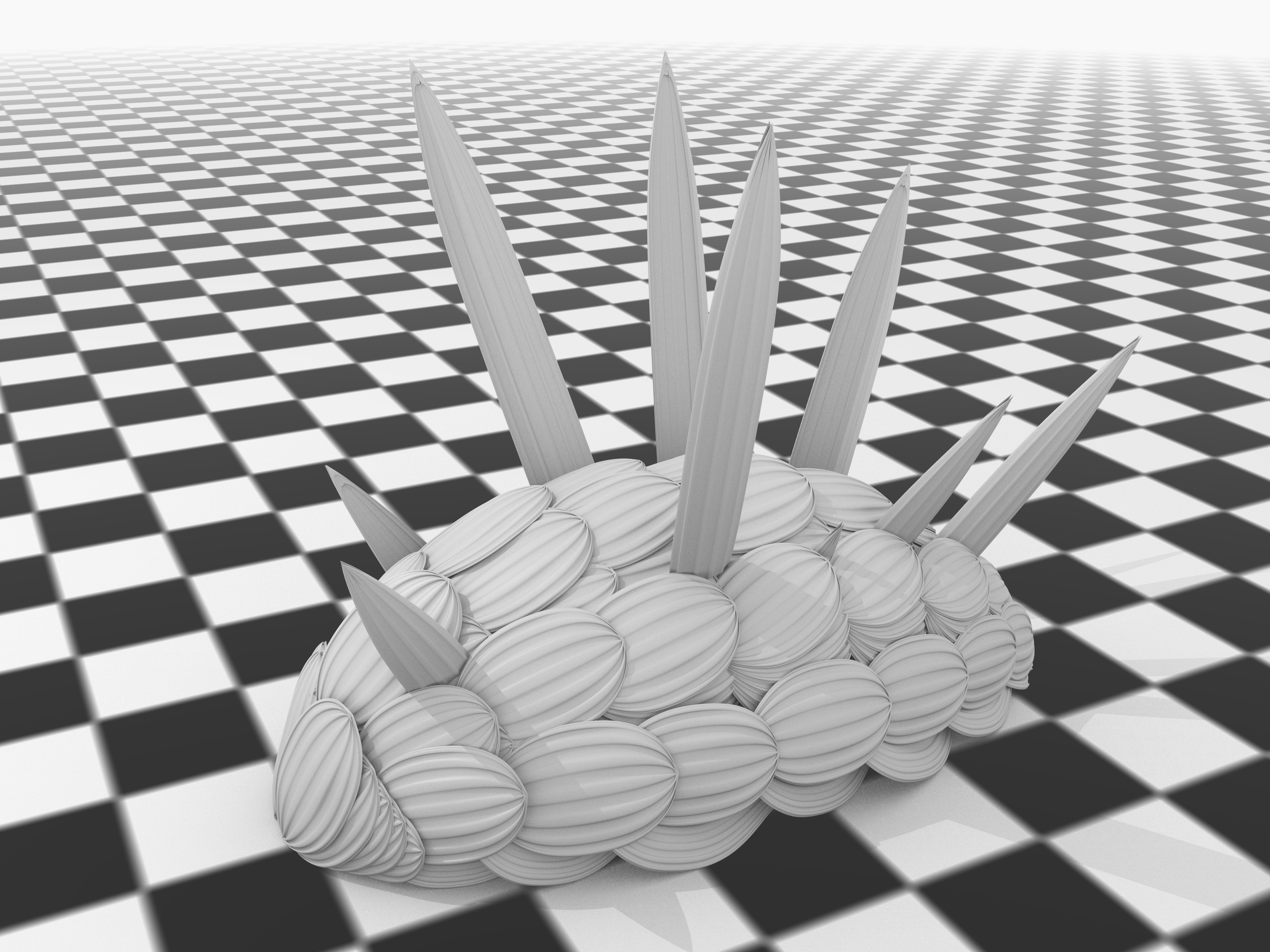
Juvenil, comienzan a desarrollarse espinas. (8-16 mm).
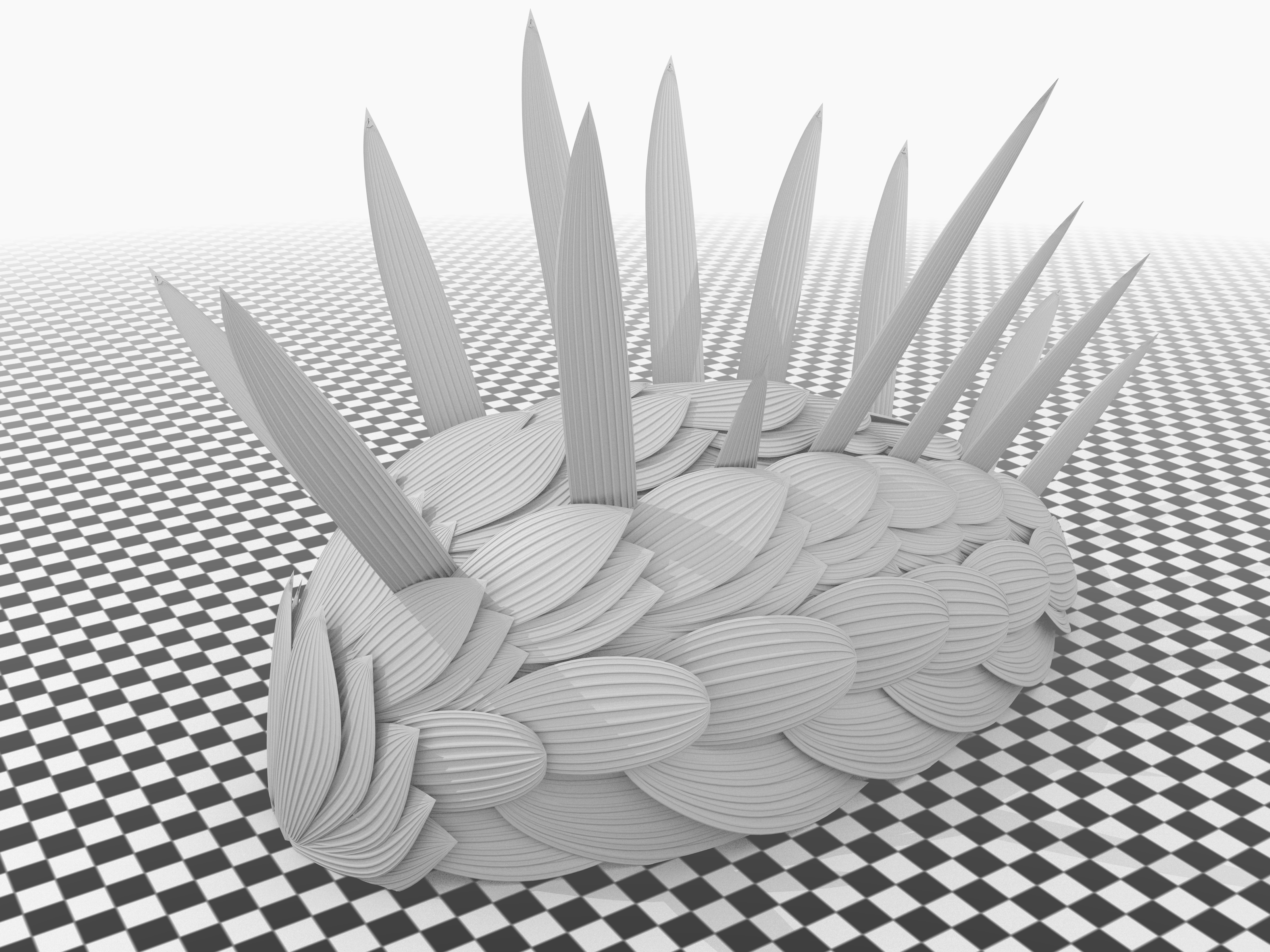
Adulto, aumenta el número y la superposición de los escleritos (>25 mm).

## Ecología
Las espinas dorsales largas de Wiwaxia pueden haber sido una defensa contra los depredadores. Parecido a un pequeño braquiópodo, los escleritos de Wiwaxia parecen estar unidos a uno de los ventroescleritos laterales. Esto sugiere que los adultos de Wiwaxia no hacían madrigueras o incluso arar tanto en el fondo del mar a medida que avanzaban. Otros dos ejemplares de Diraphora han encontrado con escleritos dorsales. Wiwaxia parece haber sido solitaria y no gregaria. El aparato de alimentación pueden haber actuado como un raspador, para raspar las bacterias de la parte superior del tapete microbiano que cubría el mar, o como un rastrillo para recoger partículas de comida del fondo marino.

## Alimentación
La zona ventral de Wiwaxia era plana, suave y sin blindar. Se sabe muy poco sobre su anatomía interna. El tracto digestivo era obviamente recta de adelante hacia atrás. Se ubicaron en el extremo delantero del animal, con el tamaño medio de aproximadamente de 5 centímetros por 2,5 milímetros de la abertura de la boca, las herramientas de alimentación que consta de dos (en unos pocos casos, tres) eran filas de dientes cónicos dirigidos hacia el interior. El aparato de alimentación era lo suficientemente fuerte para permanecer firme decenas de veces, pero no se calcifica y es bastante flexible, ya que podría ser plegado y se retrae cuando no esté en uso. Si el animal estaba comiendo, la alimentación del aparato se empuja hacia delante de la boca. Dos filas con el mismo número de dientes como en los individuos más grandes están presentes incluso en las muestras más pequeñas. Esto indica que los hábitos alimenticios de Wiwaxia después de la etapa larval no cambiaban. Las herramientas de alimentación probablemente funcionaban como escofinas, con el que raspan bacterias de la alfombra de microbios que cubría el fondo del océano. También es posible recogiera del fondo del mar partículas de alimento, con un rastrillo.
Dado que no existen signos de tentáculos y ojos, se cree que Wiwaxia principalmente viviera con sus sentidos químicos, el gusto y el olor. La forma de la respiración de Wiwaxia es también desconocido.

## Tafonomía

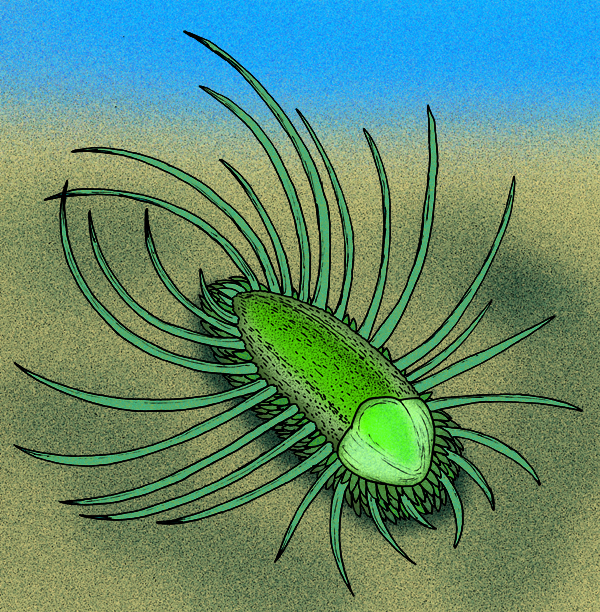
Recreación de un Orthrozanclus, género cercano a Wiwaxia.

Los fósiles de Wiwaxia mejor conservados y más numerosos provienen de los depósitos de Burgess Shale. Estos depósitos son importantes, debido al número y condiciones de los fósiles. La mayoría de los ejemplares fosilizados, se fue al fondo marino y se cubrió lentamente de depósitos de fango. En las zonas de las corrientes de agua de formación del esquisto de Burgess, a veces se hacen los depósitos formados por deslaves.

## Distribución
Muestras razonablemente completos de Wiwaxia han sido encontrados en el Burgess Shale de Canadá, del Cámbrico medio de hace 505 millones de años. Fósiles fragmentarios preservados fueron descubiertos en capas un poco mayores o menores cerca del Burgess Shale
, y también se han descubierto en la Formación de Kaili en China que data para el final del período Cámbrico Medio, y en la Formación Buchava en la República Checa,
 Copias adicionales se han hallado del Cámbrico de la Formación Cap en la Cordillera Mackenzie en el noroeste de Canadá. El esquisto Emu Bay en Isla Canguro en la costa sur de Australia, que se originó en los estratos inferiores de la sección del Cámbrico inferior. Los hallazgos muestran que Wiwaxia y muchas de las otras formas de vida del Burgess Shale eran generalizadas.
Hasta 1991, todos los especímenes conocidos provienen de dentro o alrededor de la lutita de Burgess, hasta que se reportaron fósiles fragmentados en la cuenca de Georgina, Australia. En 2004, en esta misma cuenca, se encontraron fósiles de dos especies posiblemente diferentes de Wiwaxia.

## Especies

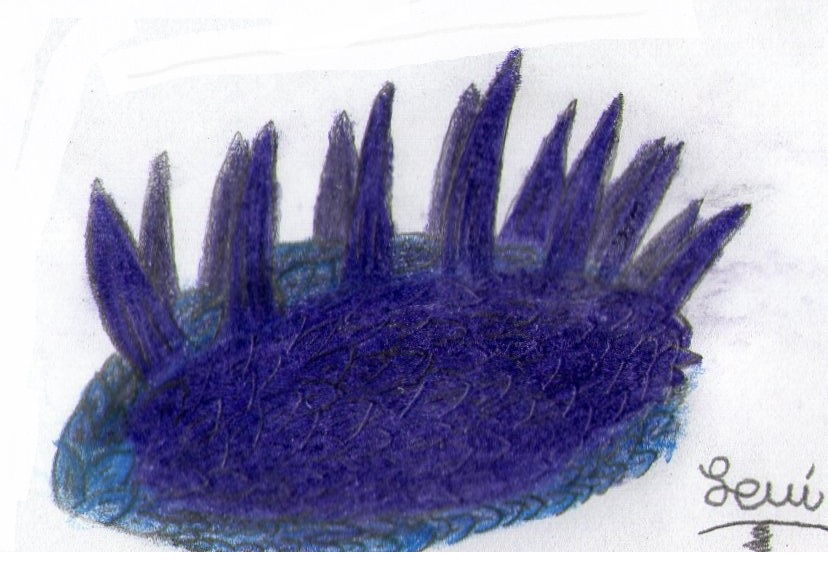
Recreación de una Wiwaxia taijiangensis.

### W. taijiangensis
Esta especie se caracteriza por las espinas cortas y rectas y más pequeña que W. corrugata. Sus fósiles se han encontrado en los Esquistos de Maotianshan en China, datados en el Cámbrico Inferior.

### W. corrugata
Esta especie se caracteriza por las espinas alargadas y curvadas. Sus fósiles proceden de las lutitas de Burgess (Canadá), del Cámbrico medio.

## Clasificación
Wiwaxia descrita por primera vez por George Frederick Matthew, quien supuso que se trataba de un poliqueto de la clase de gusanos anélidos y sus escleritos de élitros similares a los de los anélidos. Más recientemente, el debate para dejar en claro la clasificación de Wiwaxia ha sido intenso. Algunas propuestas para la clasificación fueron: Wiwaxia como miembro de un extinto filo, al que eliminan la idea que estaba relacionada con los moluscos, como grupo corona de poliqueto, como miembro de un grupo de anélidos, como representante posible de animal bilateral, como el grupo raíz o posiblemente un representante primitivo de un grupo de la rama de los moluscos.
Durante el Cámbrico, la mayoría de los principales grupos de animales reconocidos hoy, empezaban a diversificarse. En consecuencia, muchos linajes (que más tarde se extinguieron) aparecen de manera intermedia a dos o más grupos modernos, o carecen de características comunes a todos los miembros modernos de un grupo, y por lo tanto caen en el "grupo madre" de un moderno taxón.

Hoy el debate está en curso acerca de si Wiwaxia se puede colocar dentro de un grupo corona actual y, si no se puede, en la que la rama del grupo extinto que este. Cuando Walcott describió por primera vez a Wiwaxia, que él la consideraba como un gusano poliqueto anélido, y sus escleritos son similares a la de los escleritos ("escala") de los anélidos. Más recientemente, el debate ha sido intenso y las clasificaciones propuestas, incluyen: un miembro de la una extinto filo alejado a las moluscos, o un grupo rama poliqueto, una madre del grupo anélido, un posible bilateral, una madre o posiblemente primitiva corona del grupo de moluscos.
En 1985, Simon Conway Morris acordó que había similitudes con los poliquetos, pero consideró que los escleritos de Wiwaxia eran diferentes en la construcción a los escleritos de los anélidos. Estaba más impresionado por las similitudes entre el aparato de alimentación de Wiwaxia y los moluscos, que poseía rádula, y asignado al animal a un nuevo taxón Mollusca, que propuso también debe contener los moluscos y hiolitos. Cuando más tarde describió los primeros bastantes completos ejemplares de Halkieria, sugirió que este tenía estrecha relación con Wiwaxia.
Nick Butterfield, un paleontólogo de postgrado en Harvard inspirado por las conferencias de Stephen Jay Gould, acordó que los escleritos de Wiwaxia no eran como los escleritos comunes de otros organismos que son relativamente carnosos y suaves. Sin embargo, dado que los escleritos eran sólidos, concluyó que Wiwaxia no podía ser miembro de la "Coeloscleritophora", un taxón que habían propuesto con el fin de unir a los organismos con escleritos huecos, y podría no estar estrechamente relacionada con las Halkieria, que tienen escleritos huecos. En vez de eso, pensó que eran muy similares en varios aspectos a la quitina (pelos) que se proyectan desde el cuerpo de anélidos modernos y en algunos géneros con escamas semejantes a hojas que cubren la espalda como tejas en la composición de su cuerpo, en la estructura detallada, en la forma en que estaban unidos al cuerpo a través de "folículos". Algunos anélidos modernos también desarrollan en cada una de las filas laterales, cerdas más largas, que tanto Walcott y Butterfield las consideraron similares a las espinas dorsales de Wiwaxia, incluyendo las de Halkieria.

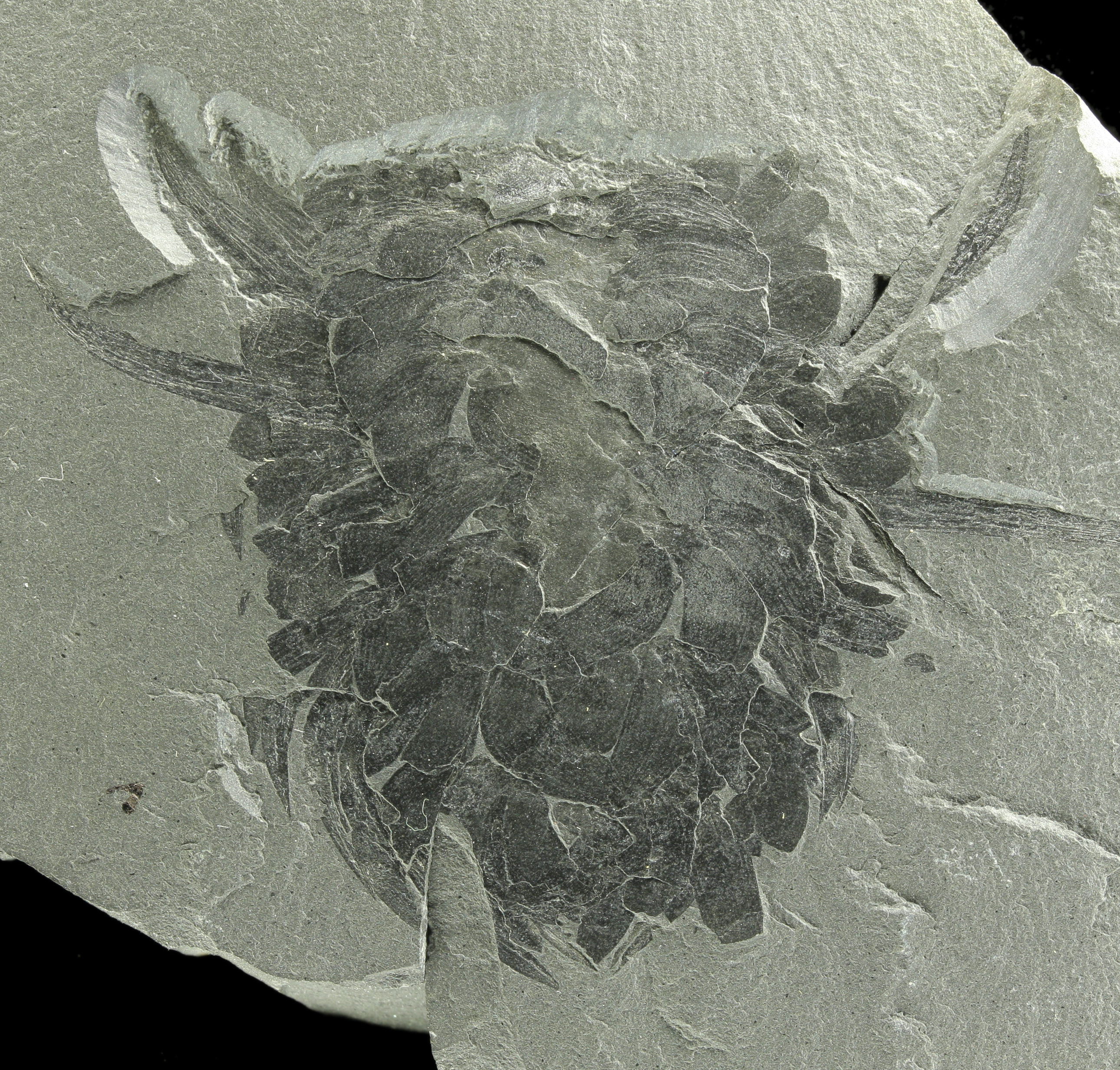
Wiwaxia corrugata de Burgess Shale. Las piezas bucales son visibles en la ampliación.

Butterfield también sostuvo que Wiwaxia tenía un aparato de alimentación, y en lugar de estar en el centro de su "cabeza", fue la misma probabilidad de tener su boca en dos partes en los lados de la "cabeza", algo que es común en poliquetos. Clasificó a Wiwaxia como miembro de un moderno orden, Phyllodocida, y señaló que a Wiwaxia le faltaba la segmentación de escleritos de este orden, pero mencionó también que no es obstáculo para su clasificación, ya que algunos poliquetos modernos tampoco muestran la segmentación, excepto durante el desarrollo. Más tarde se observó que carecen de algunas características de los poliquetos que se esperarían para ser fácilmente preservados en los fósiles, y por lo tanto la clasificaron como la madre del grupo anélido, en otras palabras, una "tía" evolutivo de anélidos modernos.
Conway Morris y Peel (1995) aceptaron en gran medida los argumentos de Butterfield y aceptaron a Wiwaxia como un antepasado o "tía" de los poliquetos, y dijo a Butterfield que les había informado de que la estructura microscópica de la Wiwaxia era idéntica a la de las cerdas de dos animales de Burgess Shale Burgessochaeta y Canadia sparsa. Simon Conway Morris y Pele también escribió que un espécimen que hallo de Wiwaxia mostraba rastros de una pequeña concha, posiblemente un vestigio remanente de una etapa anterior en la evolución de los animales, y señaló que es un grupo de los poliquetos modernos
también tiene lo que puede ser una concha vestigial. Sin embargo, sostuvieron que Wiwaxia poseía un aparato de alimentación era mucho más como una rádula. También argumentaron que Wiwaxia estaba estrechamente relacionado con los poliquetos, descendientes de Las Halkierias, como los escleritos se dividen en grupos similares, aunque los de el Halkieria eran mucho más pequeños y más numerosos.

## Historia del descubrimiento

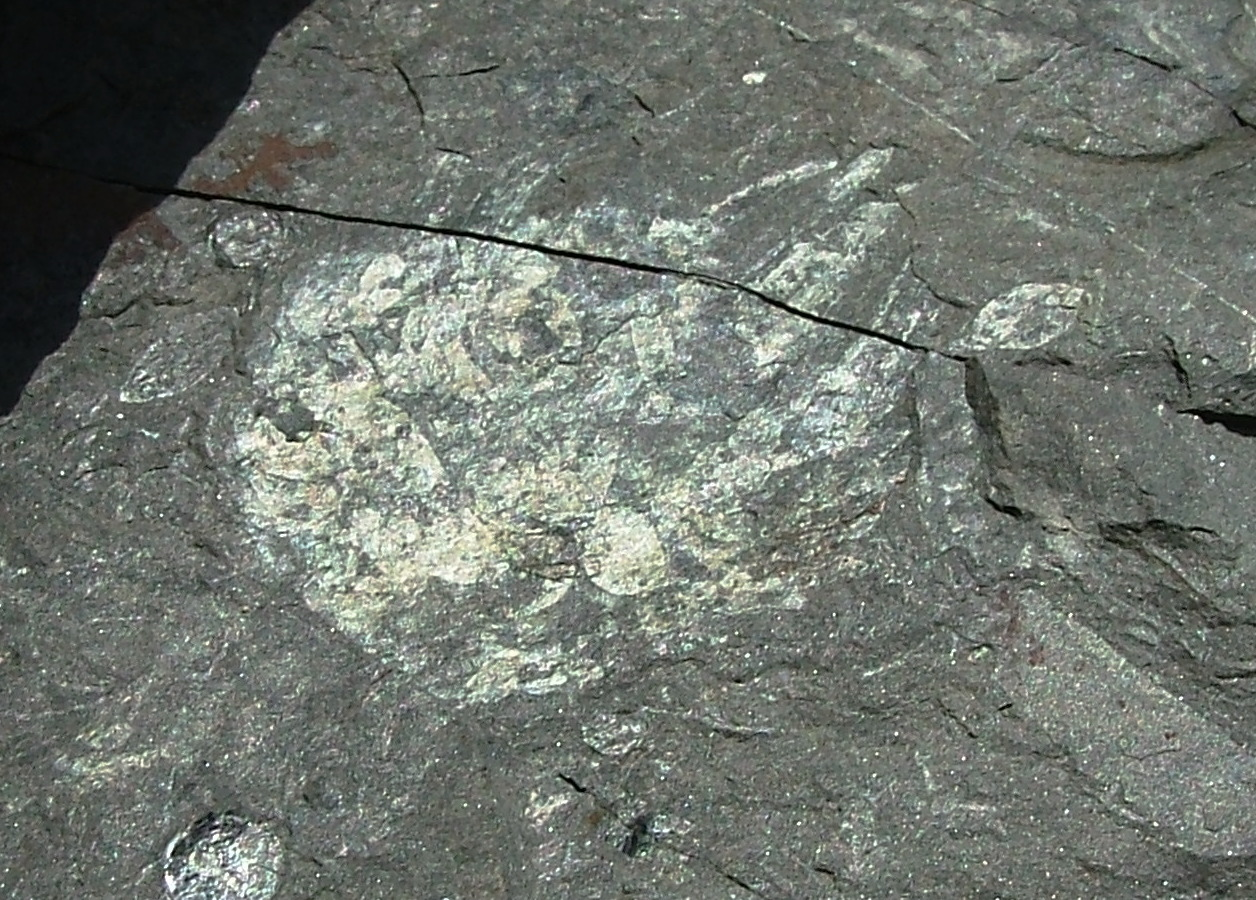
Espécimen fósil encontrado ex situ, procedente del talud de derrubios por debajo de la cantera de Walcott.

El primer ejemplar conocido de Wiwaxia fue una espina aislada procedente de las lutitas de Burgess Shale pero fue asignada al género Ogygopsis, descrita originalmente por George Frederic Matthew en 1899, quien la identificó como Orthotheca corrugata, género considerado entonces como un anélido y actualmente como hiolito. Más tarde se descubrieron especímenes adicionales por el paleontólogo Charles Doolittle Walcott en 1911 durante uno de sus viajes de estudios cerca del Burgess Shale en las Rocosas Canadienses. Walcott clasificó a el fósil como miembro de la clase Polychaeta dentro de el filo de los anélidos.
En 1966 y 1967 Harry B. Whittington descubrió varios especímenes, quien llevó al equipo de nuevo, a una expedición a Burgess Shale y encontró tantos fósiles que su evaluación completa llevó años. Fue también Wiwaxia uno de los fósiles más difíciles de analizar. En el Burgess Shale se han descubierto 464 ejemplares de Wiwaxia, conocidos, por lo que constituyen el 0,88% de los fósiles encontrados en el Burgess Shale. Simon Conway Morris, miembro del equipo de Whittington, publicó en 1985 una descripción detallada en el que concluyó que Wiwaxia no era un poliqueto. Antes de 1991 se hallaron fragmentos fósiles de Wiwaxia en Cuenca Georgina en Australia. En 2004 se descubrió en el mismo depósito, otros hallazgos que podrían representar dos nuevas especies.
En 1994 se descubrió un tipo adicional, (Wiwaxia taijiangensis) descubierta en los esquistos de Maotianshan en China que se describe sobre la base de fósiles fragmentarios. Estos fueron hallados en la Formación Kaili en China, que se remontan a finales del Cámbrico Medio.

## Galería

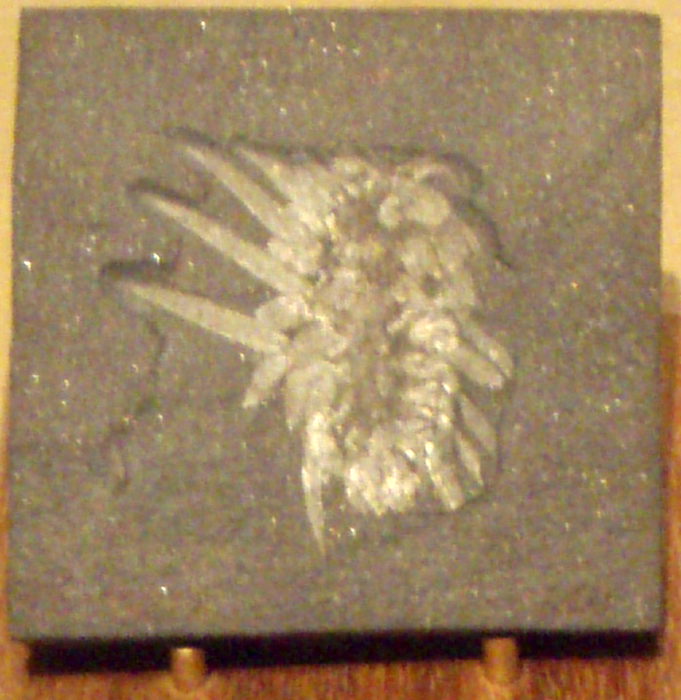
Fósil en exhibición en el Museo Real de Ontario, Toronto.
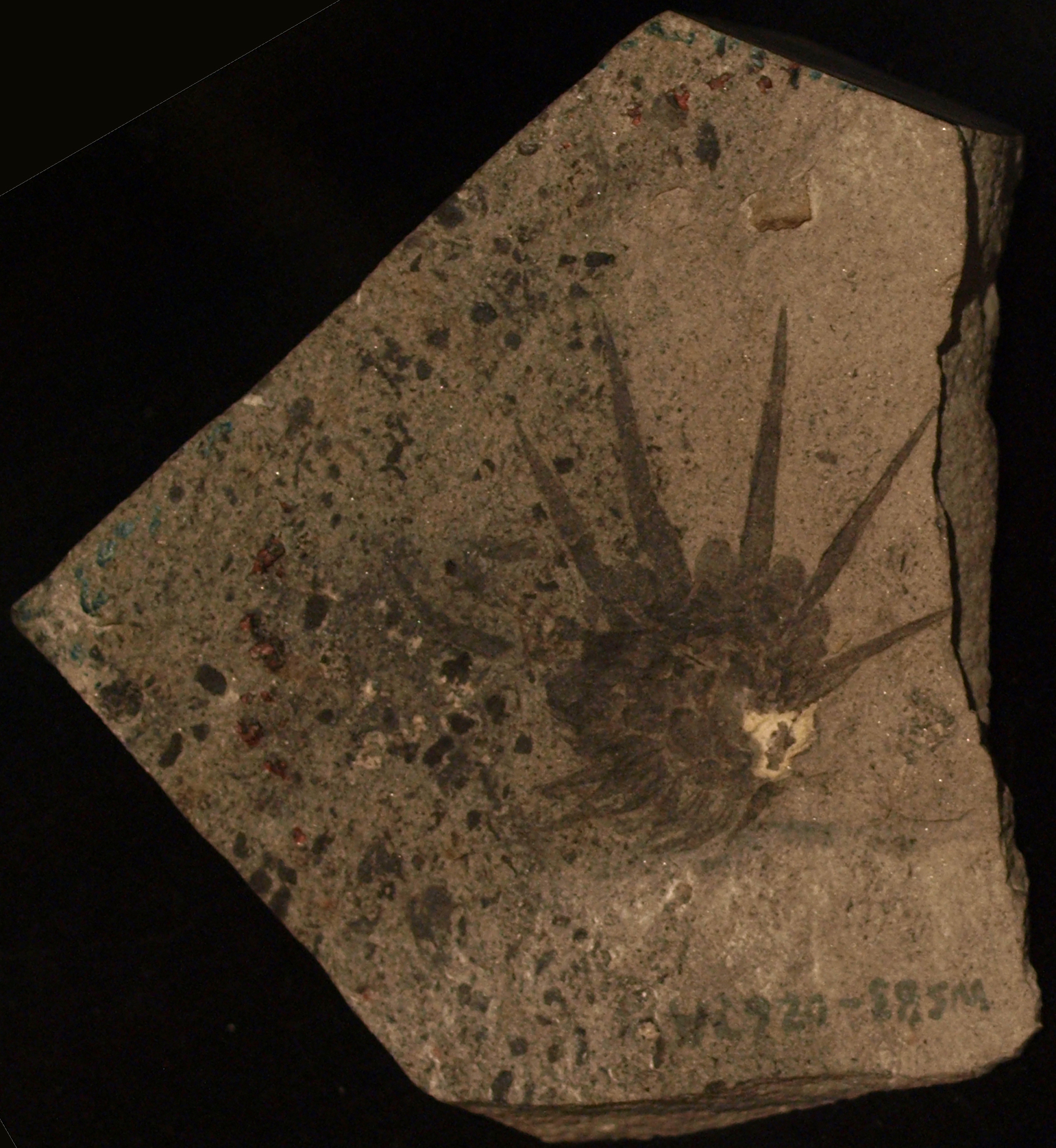
Espécimen con espinas muy alargadas.
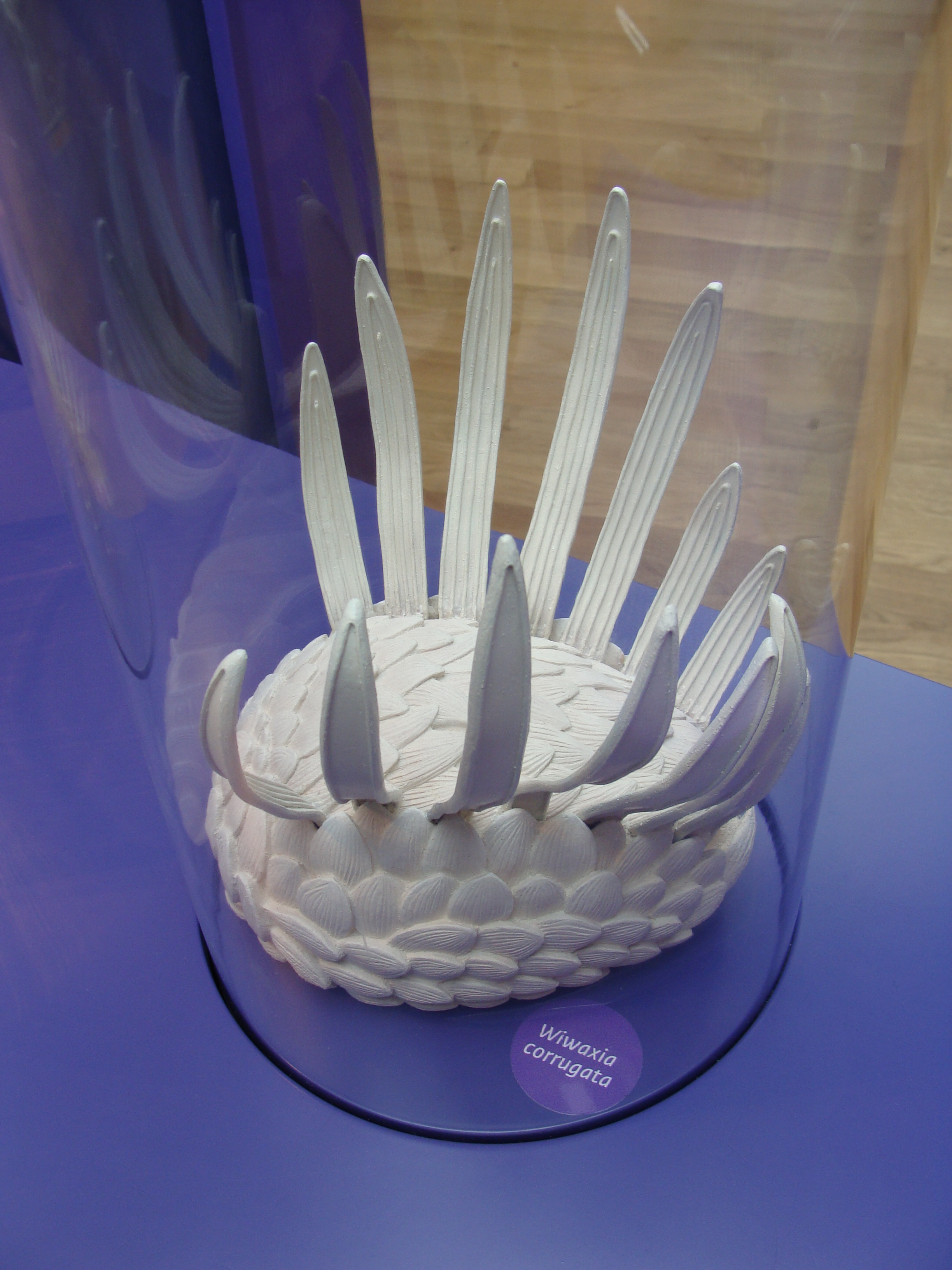
Reconstrucción de Wiwaxia corrugata en el Real Instituto Belga de Ciencias Naturales.